# Naram-Sin de Asiria

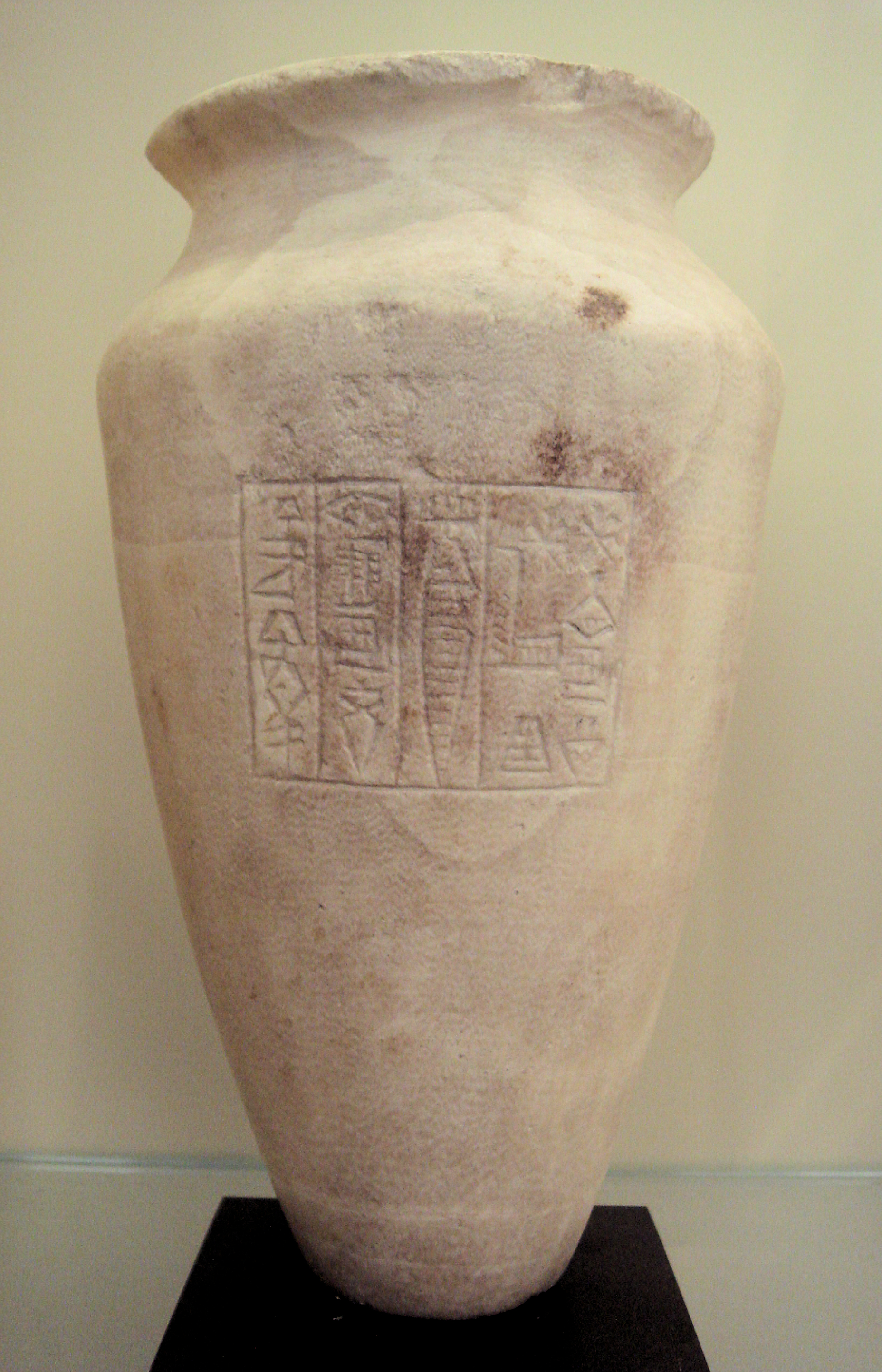
Vaso con el nombre del rey Naram-Sin de Assur.

Naram-Sin, rey de Assur (1830 a. C. - 1815 a. C.), durante el período paleoasirio.
Hijo y sucesor de Puzur-Assur II. A veces ha sido identificado con otro Naram-Sin, hijo de Ipiq-Adad II, que reinó en la ciudad de Ešnunna, aunque diversos indicios aconsejan descartar esta teoría. Tampoco ha de ser confundido con el rey de Acad del mismo nombre. Según la Crónica real asiria, reinó entre 4 y 15 años. Le sucedió su hijo Erishum II.
| Predecesor: Puzur-Assur II | Rey de Asiria 1830 a. C.-1815 a. C. | Sucesor: Erishum II |